# Prepad na Pulu
Prepad na Pulu, pomorska akcija koju su 1. studenoga 1918. poduzeli dvojica časnika Talijanske kraljevske ratne mornarice radi oštećivanja austrijske flote usidrene u Puljskome zaljevu u Istri. Potapanje bojnoga broda Viribus Unitisa dogodilo se u osvijetljenoj luci nakon proglašenja primirja.

## Pozadina
Od početka Prvoga svjetskog rata najutvrđenija austrijska baza Pula bila je jedna od primarnih ciljeva Talijanske ratne mornarice, posebno nakon što je postalo jasno da je taktički izbor Austrougarske ratne mornarice usprotiviti se neprijatelju flotom za odvraćanje, koja je stalno boravila u luci i nije se uključivala u bitke na otvorenu moru. Nekoliko puta u tijeku sukoba pokušalo se prodrijeti u luku i potopiti koji brod ondje gdje su ih Austrijanci držali na sigurnom. Ova se strategija pokazala uspješnom: u prosincu 1917. talijanski komandosi plivajućim torpedom su noću prodrli u tršćansku luku i potopili SMS Wien, na kojem je stradalo 46 članova posade. U veljači 1918., kao čin psihološkog ratovanja, komandosi na tri čamca MAS su prodrli sve do ulaza u Bakarski zaljev (čak 80 km u dubinu austro-ugarskog teritorijalnog mora), ispalivši šest torpeda u luku i uspješno se vrativši natrag neuhvaćeni. Premda "bakarska šala" (tal. Beffa di Buccari) nije uzrokovala nikakvu štetu, pokazala je izloženost i ranjivost austro-ugarske flote u lukama.
Teškoće takvoga prepada proizlazile su ponajprije zbog neprestanoga nadzora luke i raznih prepreka koje su priječile približavanje suparničkih jedinica. Jedini način prodiranja u pulsku luku bio je s pomoću malih napadačkih jedinica, pa je upravo u srpnju 1918. godine inženjer i bojnik mornaričkog inženjerstva Raffaele Rossetti elaborirao prikladan plan zasnovan na uporabi posebne naprave koju je sâm projektirao i nazvao pijavica (tal. mignatta). Pijavica je bio aparat pogonjen motorom i opremljen dvama uređajima koje se moglo otpustiti i pričvrstiti na trup broda s pomoću elektromagneta na akumulatore, a jedan je prototip već bio izrađen u velikoj tajnosti u arsenalu u Speziji u travnju iste godine.
Upravo je sam Rossetti htio sudjelovati u akciji na Pulu, pa mu je pridružen medicinski namjesnik i dokazani plivač Raffaele Paolucci koji se već neko vrijeme raspitivao o mogućnosti sudjelovanja u nekoj sličnoj operaciji. Prepadu je prethodilo dugo i iscrpno uvježbavanje, no uvidjevši očiti svršetak sukoba pripreme su ubrzane i datum akcije je predodređen za 31. listopada.
U međuvremenu, pošto je postalo očito da je Austro-Ugarska izgubila Prvi svjetski rat, car Karlo I odlučio je predati bojni brod Viribus Unitis - admiralski brod carske flote - zajedno s ostatkom flote, predviđajući pripajanje nove kraljevine novoj federaciji država kojom će on vladati. Ovim je potezom Austro-Ugarska izbjegla predati vlastitu mornaricu silama Antante povjerivši je državi koja se već proglasila neutralnom. Dana 31. listopada 1918. godine admiral Miklós Horthy, zapovjednik Austrougarske ratne mornarice, bio je zadužen da preda čitavu ratnu flotu usidrenu u Puli.
U kasno poslijepodne 31. listopada provedena je kratka ceremonija u kojoj su austrijski brodovi službeno predani Državi Slovenaca, Hrvata i Srba, a carska je zastava spuštena i zamijenjena crvenobijeloplavom trobojnicom(zastava Hrvatske), a brod je preimenovan u Jugoslavija. Na temelju odluke cara Karla I. cijela austro-ugarska ratna i trgovačka mornarica, sa svim lukama, arsenalom te utvrđenjima na obali predana je predstavnicima Narodnog vijeća SHS iz Zagreba. U njegovo ime je to učinio kontraadmiral austro-ugarske flote Miklós Horthy. Prema njegovoj želji, primopredaja je počela točno u 16 sati upravo na zapovjednom brodu Viribus Unitisu u pulskoj luci. Po posljednji put u pulskoj luci svirala je carska himna dok se austro-ugarska zastava spuštala s jarbola i podizala hrvatska zastava na novoimenovanom admiralskom brodu Jugoslavija. Nakon što je ratna mornarica predana Narodnom vijeću, tisuće Hrvata, Slovenaca i ostalih, mornara i građana, u luci je počelo pjevati Lijepu našu i druge rodoljubne pjesme. U pulskoj luci i na brodovima ostali su samo hrvatski, češki i slovenski mornari. Dok je svirala hrvatska himna, na jarbolima brodova su se podizale hrvatske zastave, uz pokoju srpsku i slovensku. Tim svečanim aktom mornarica je prešla u vlasništvo Države SHS. Dok su Hrvati i drugi Slaveni pjevali, Mađari, Nijemci, Austrijanci i mnogi drugi su žurno su se iskrcavali s brodova smatrajući da je kraj rata došao i za njih. 
Istoga poslijepodneva kapetan bojnog broda Janko Vuković Podkapelski, imenovan prethodnoga dana od Narodnog vijeća Slovenaca, Hrvata i Srba (SHS), preuzeo je zapovjedništvo nad bivšom austrijskom flotom. Zapovjedništvo flote je brzojavom obavještavalo vladu Francuske, Velike Britanije, Italije, SAD i Rusije, u kojoj je naveo da država SHS nije u ratu s bilo kojom od navedenih zemalja i da je Narodno vijeće je preuzelo cijelu Austo-ugarsku ratnu mornaricu. 

## Akcija
Talijanski mornari nisu doznali sve o ovim nastalim okolnostima i već su u noći 31. listopada krenuli iz Venecije na dvama motornim brodicama naoružanim torpedima (MAS) koje su pratile dvije torpiljarke. Stigavši u istarske vode na nekoliko milja ispred ulaza u pulsku luku, torpiljarke su se povukle, a jedan MAS oteglio je pijavicu sve do nekoliko stotina metara od vanjske lučke prepreke. U 22.18 dvojica talijanskih časnika usmjerila su pijavice prema pulskoj luci dok se MAS udaljio prema točki gdje su se dogovorili sastati nakon akcije.
Približavanje cilju bilo je složeno i rizično: Rossetti i Paolucci morali su motornu pijavicu prenijeti preko prepreka (vanjske prepreke i triju redova mreža) te izbjeći intenzivnu austrijsku kontrolu. Prošavši neopaženi ispred čuvara brane, ophodnih brodica i jedne podmornice u radi, dvojica diverzanata stigla su u 3.00 sata u blizinu usidrenih brodova. Tek oko 4.45 sata 1. studenoga 1918. nakon više od šest sati u vodi, dvojica odvažnih časnika uspjeli su konačno se pozicionirati na nekoliko desetaka metara od broda Viribus Unitisa. Rossetti se odvojio od pijavice i približio trupu bojnoga broda s jednim od dvaju uređaja, dok je drug ostao uz kormilo pijavice kojom se slabo upravljalo zbog morskih struja. U 5.30 sati eksploziv od 200 kg konačno je osiguran na podvođu cilja i programiran na 6.30 sati, no kad se Rossetti vratio Paolucciju obojica su osvijetljeni projektorom i odmah otkriveni. Prije hvatanja Paolucci je uspio potpuno aktivirati drugi eksplozivni uređaj, dok je Rossetti potopio pijavicu koja je bez upravljanja plovila sve dok se nije zaustavila u blizini parobroda Wiena, koji je bio usidren na maloj udaljenosti, naposljetku ga potopivši.
Obojica su izvučeni na palubu Viribus Unitisa gdje su saznali da je u noći austrijsko vrhovno zapovjedništvo predalo pulsku flotu Jugoslavenima i da brod ne vije više austrijsku zastavu. Tek su se u 6.00 sati obratili kapetanu Vukoviću da bi bojni brod mogao eksplodirati svakoga časa, pa je ubrzo naredio svima napuštanje broda i prijenos zarobljenika na palubu bratskoga broda Tegetthoffa. Pošto je eksplozija izostala, posada se postupno vraćala na brod ne vjerujući više iskazima dvojice Talijana sve dok u 6.44 zaista nije odjeknula eksplozija, a austrijski bojni brod, nagnuvši se na bok, započeo ubrzano tonuti. Akcija je tako zaključena s oko 300 žrtava i nestalih među kojima je bio i zapovjednik Vuković koji je smrtno pogođen padom jarbola dok se pokušavao spasiti plivajući među valovima. Njemu u sjećanje podignuta je ploča u Puli.

## Broj žrtava
Sljedeći dan pulski dnevni list Polaer Tagblatt navodi kako se većina stožera i posade uspjela spasiti te kako gubitci nisu veliki. Henry Baerlein u svojoj knjizi o stvaranju Jugoslavije objavljenoj 1920. navodi brojku od 50 žrtava. Kasnija literatura navodi 250, 300, pa i 400 mrtvih. Puna posada Viribus Unitisa je iznosila 1.064 članova posade, no kako je brod potopljen u kaotičnim okolnostima raspada mornarice, nediscipline i popuštanja reda te prestanka vođenja evidencije, teško je utvrditi koliko je ukupno mornara bilo na brodu u trenutku potonuća. Određeni broj tijela pokopan je na Mornaričkom groblju u Puli. Vukovićevo tijelo nije bilo pronađeno.

## Posljedice
U kaotičnim uvjetima raspada države i svrstavanja po nacionalnim linijama u ratnoj mornarici i Istri, Narodno vijeće Pule i mornari Slaveni posumnjali su da je potapanje broda sabotaža časnika Austrijanaca koji se nisu mirili s predajom flote Državi SHS. Ubrzo su uhićeni, razoružani i provedeni ulicama mnogi mornarički časnici Austrijanci dok situacija nije razjašnjena. Novim zapovjednikom flote SHS imenovan je Slovenac, austrougarski kapetan fregate Ćiril Metod Koch. Gubitak posade još više je pogoršao nedostatak stručnog osoblja i mornara općenito s kojim se suočavala nova mornarica, tako da Koch nije mogao isploviti brodovima prema Krfu, gdje je bilo smješteno izaslanstvo prijateljski nastrojene francuske mornarice, kao što je od njega tražilo Narodno vijeće u Zagrebu. Time bi predao flotu Antanti bez opasnosti da je svojevoljno zaposjednu Talijani.
Primirje u Villi Giusti, kojim se Austro-Ugarska predala Italiji, potpisano je tek dva dana kasnije, 3. studenoga 1918. godine, a stupilo na snagu sljedećega dana. Dana 5. studenoga talijanska ratna mornarica zaposjela je luku Pulu te zahvaljujući talijanskom iskrcavanju Rossetti i Paolucci - koji su još uvijek bili pritvoreni na bivšem austrijskome brodu - bili su oslobođeni. Za uspješan odvažan prepad Rossetti je nagrađen sa 650.000 lira koje je darovao udovici i sinu zapovjednika Vukovića, a dodijeljena im je zlatna medalja za vojne zasluge:
Kapetan korvete Marijan Polić pokušao je isploviti s dijelom flote prema jugu i tako je sačuvati za novu državu. Kako bi zbunio Talijane, pod američkom zastavom doplovio je do Splita, gdje je svoju flotilu predao američkoj mornarici. Ubrzo je Kraljevina Italija zaposjela Istru, Rijeku i veliki dio Dalmacije dok Rapallskim ugovorom 1920. nije zaključeno razgraničenje Jugoslavije i Italije. Snage Antante su među sobom razdijelile bivšu austro-ugarsku flotu, a novoj jugoslavenskoj državi su pripale samo stare torpiljarke i neki pomoćni brodovi.

## Ostavština
- Od dva sidra Viribus Unitisa jedno je izloženo na ulazu u Muzej povijesti pomorstva u Veneciji, a drugo na ulazu u Ministarstvo Talijanske ratne mornarice u Rimu. Dio pramca broda izrezan je i izložen u arsenalu u Veneciji.
- Potonuće broda naslikao je talijanski slikar Vittorio Pisani.[10]
- 2011. na mjesto potonuća zapovjednoga broda Viribus Unitis na morskom dnu položena je spomen-ploča. Polaganju je prisustvovao vrh Oružanih snaga i Hrvatske ratne mornarice, kao i hrvatski predsjednik Ivo Josipović.[11]
- 1. studenog, u spomen na tragičnu sudbinu prvog ratnog broda pod hrvatskom zastavom te herojstvo kontraadmirala Vukovića, izaslanstva Hrvatske ratne mornarice i mornaričkih te časničkih udruga polažu vijence u more na mjesto potonuća u pulskoj luci.[12]

## Više informacija
- Raffaele Rossetti
- prepad na Premudu

## Vanjske poveznice
- Fotografije s komentarima o potapanju Viribus Unitisa
- Članak u NY Timesu o ranijim talijanskim napadima na Pulu (na engleskom)